# Forcipomyia uncusidentis
Forcipomyia uncusidentis är en tvåvingeart som först beskrevs av Liu, Yan och Liu 1996.  Forcipomyia uncusidentis ingår i släktet Forcipomyia och familjen svidknott. Inga underarter finns listade i Catalogue of Life.